# Ricardo Berna
Ricardo Ferreira Berna (ur. 11 czerwca 1979 w São Paulo) – brazylijski piłkarz, występujący na pozycji bramkarza.

## Kariera klubowa
Ricardo Berna rozpoczął piłkarską karierę w japońskim klubie Vegalta Sendai w 1998 roku. Lata 1998–2000 spędził w Guarani FC, a 2000–2002 w Américe Belo Horizonte, z którą zdobył mistrzostwo stanu Minas Gerais – Campeonato Mineiro w 2001 roku.
W latach 2003–2005 grał kolejno w União São João Esporte Clube, Portuguesie São Paulo oraz ponownie w Américe Belo Horizonte. Od 2005 gra we Fluminense FC. We Fluminense 21 września 2006 w zremisowanym 1-1 meczu z Santosem FC zadebiutował w lidze brazylijskiej. Z klubem z Rio zdobył Puchar Brazylii 2007, co zaowocowało awansem do rozgrywek Copa Libertadores. W roku 2008 dotarł z Fluminense do finału Copa Libertadores, w którym klub z Rio de Janeiro przegrał z ekwadorskim LDU Quito. Ricardo Berna był rezerwowym w tych spotkaniach. W 2010 roku zdobył z Fluminense mistrzostwo Brazylii. W tym sezonie Ricardo Berna wystąpił w 9 spotkaniach.
W sezonie 2011 zajął z Fluminense trzecie miejsce w lidze. Ricardo Berna wystąpił w 4 spotkaniach ligowych. Dotychczas rozegrał we Fluminense 38 meczów ligowych.